# 8,8 cm KwK 36

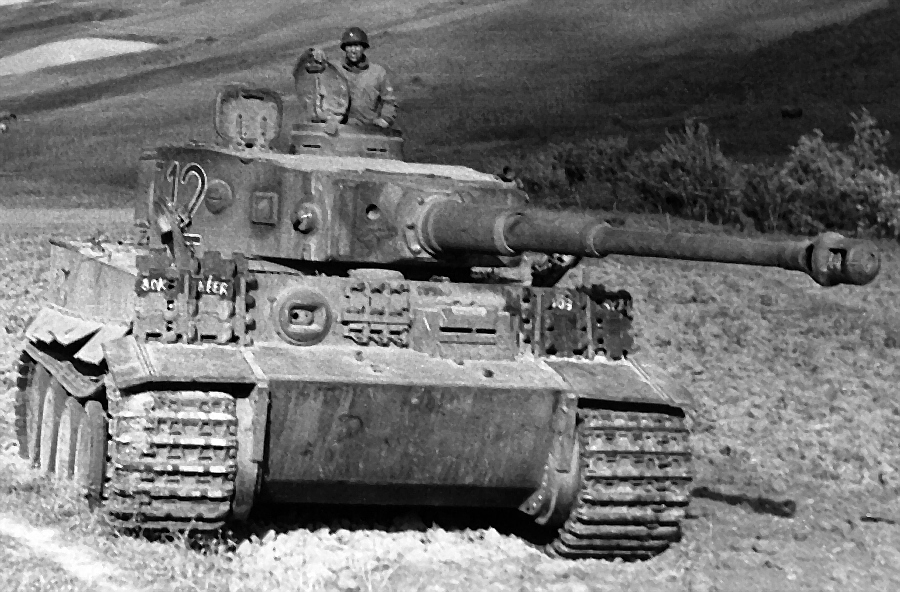
Трофейний танкTiger I з гарматою 8,8 см KwK 36

KwK 36 L/56 (нім. 8,8 cm Kampfwagenkanone 36 L/56) — 88-мм танкова гармата розробки та виробництва компанії Krupp, яку використовували у вермахті протягом Другої світової війни. Вона була основним озброєнням танка PzKpfw VI Tiger I.

## Розробка
Гармата мала такий самий калібр як і 8,8 см зенітна та протитанкова FlaK 36 гармата, але KwK 36 не походила з неї. Гармати в де чому схожі, але їх треба розглядати як паралельні конструкції. KwK 36 могла стріляти такими самими боєприпасами, що й FlaK 18 або 36, різниця була лише у запаленні снаряда: ударне у FlaK, електричне у KwK 36. Також балістика була ідентичною, довжина ствола у обох гармат була довжиною 56 калібрів. KwK 36 мала практично таку ж конструкцію як і 7,5 см та 5,0 см гармати які вже використовувалися на німецьких танках, але конструкція значно збільшилася. Затворне кільце було квадратним у перерізі і довжину у 320 мм на боці. Затворний блок вертикальний клиноподібний напівавтоматичний, гільзу автоматично викидалася після пострілу, у той час як затвор стопорився у крайньому положенні і залишався відкритим, готовий для заряджання наступного снаряду.
Позначення «L56» є традиційною одиницею вимірювання у артилерії. «L» значить length (довжина) внутрішнього каналу ствола пропорційно розміру його дула. Внутрішній діаметр каналу ствола дорівнює одному калібру. Позначення «L56» вказує на те, що довжина ствола складає 56 калібрів або 56 по 88 мм = 4928 мм; майже 5 метрів. Хоча, це не абсолютна одиниця вимірювання; вона є пропорційною і тому рідко використовується у інших вимірюваннях. Скоріше її використовують зоб дізнатися яка буде швидкість снаряда при даному діаметрі дула. Чим довше ствол по відношенню до дула, тим більшою буде дулова швидкість. Довший ствол дозволяє утворитися більшій кількості газу з заряду ніж у короткому стволі, створюючи більшу швидкість і силу. На танку Tiger II була встановлена гармата 8,8 см KwK 43 L/71, з довжиною ствола 71 по 88 мм, що дорівнює 6248 мм, понад 6 метрів. Короткі стволи підходять для навісної стрільби, наприклад гаубиці або міномети. Для ураження броні використовують традиційні суцільні заряди, тому потрібна дуже довга труба для створення необхідної швидкості.

## Продуктивність

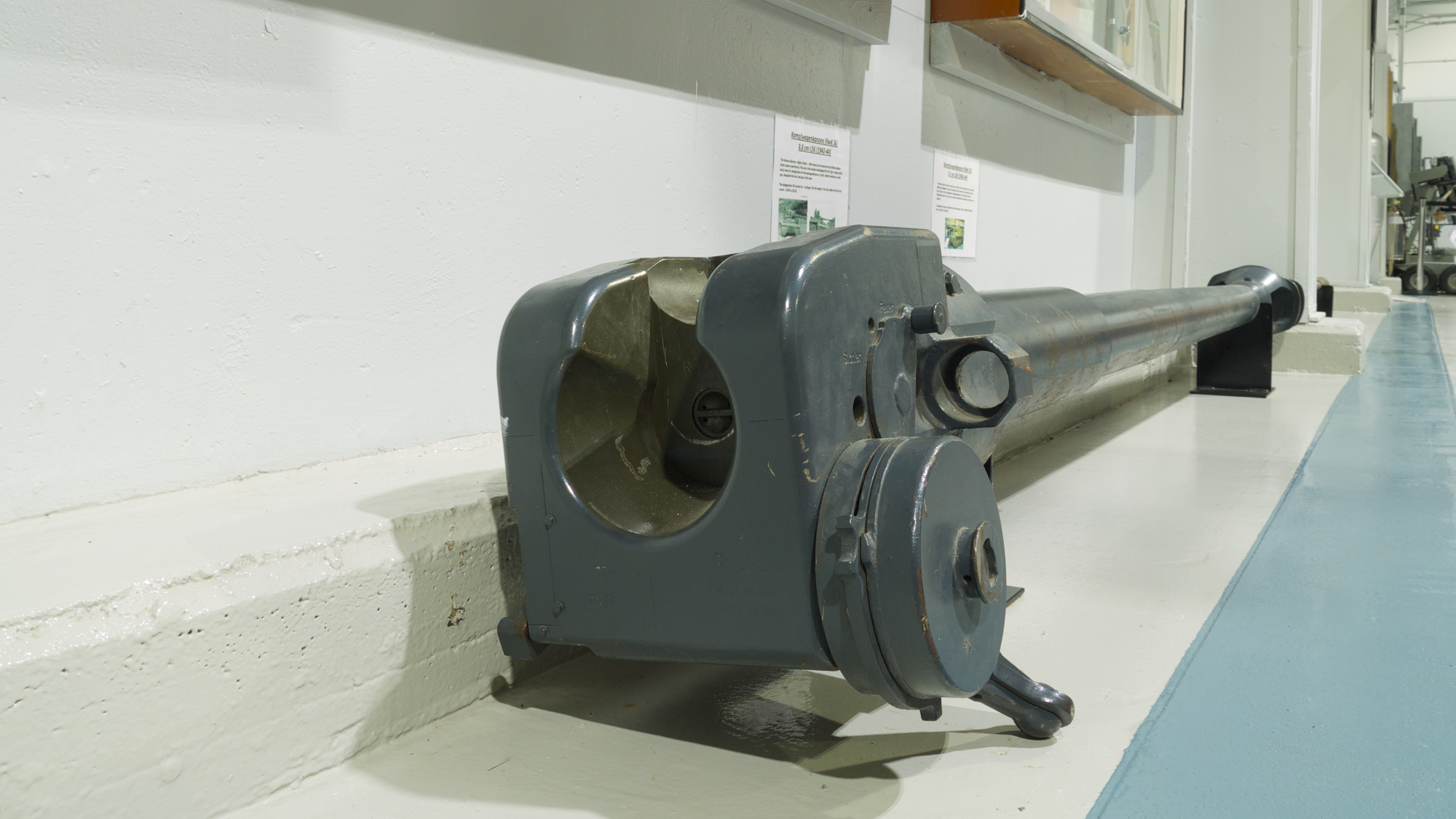
8,8 см KwK 36 у військовому музеї авіабази Борден

KwK 36 була дуже точною, потужною і з великою ствольною швидкістю з дуже пологою траєкторією. Це дозволяло навідникам мати великий запас точності при визначенні відстані, як допомагаючи, так і частково відповідаючи за точність гармати.
Під час британських випробувань часів війни, британський навідних зробив п'ять вдалих влучень на відстані у 1100 м у ціль розміром 41 на 46 см. Інші п'ять влучень були в ціль, яка рухалася зі швидкістю у 24 км/год., також було зроблено три постріли у задимленні за вказівками командира. Система прицілювання дозволила отримати чудові результати при точній стрільбі з 8,8 см гармати KwK 36 з танка Tiger I.

### Можливості
Продуктивність гармати сильно залежала від дистанції до цілі та типа боєприпасу який було заряджено. Для ударного ураження, швидкість снаряда має вирішальне значення, тому зі збільшенням дистанції зростає і тиск повітря через, що швидкість снаряду зменшується. Точність яку отримали при тестових стрільбах для визначення семи розсіювання дає більшу точність ніж очікувана під час практичних стрільб через відмінність між гарматами, боєприпасами та навідниками; обидва види стрільб велися на точно відомих відстанях. Через помилки у визначенні відстані та багато інших факторів, можливість ураження цілі першим пострілом на полі бою була набагато меншою ніж на полігоні. Спостерігаючи за трасером на полі бою, середній, спокійним навідник може визначити відстань точної стрільби у другій колонці для стрільби по цілі другим снарядом.
Така ж гармата мала такий же розмір: 88 x 571R мм снаряд такий самий, як і у Flak 18/36/37 модифікований під електричне запалювання.

#### Panzergranate 39 (PzGr. 39)

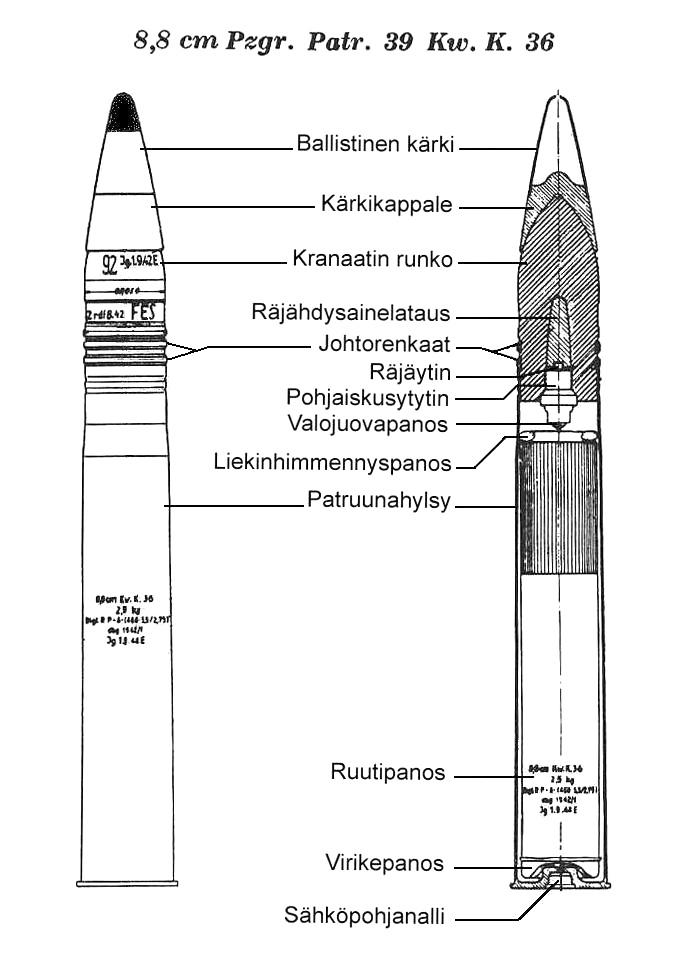
Схема фінського тренувального снаряда для KwK 36 88 мм PzGr. 39 (БСБН)

- Тип: Бронебійний снаряд з бронебійним наконечником (БСБН) з вибуховим наповнювачем та трасером.
- Вага снаряда: 10,20 кг (22,5 фунт)
- Дулова швидкість: 773 м/с (2 540 фут/с)
- Вибуховий наповнювач: 0,059 кг (0,13 фунт)

|          |          |                | Ймовірне пробиття цілі 2,5×2 м |
| Відстань | Пробиття | Тестова основа | Полігон                        |
| 100 м    | 132 мм   | 100 %          | 100 %                          |
| 500 м    | 110 мм   | 100 %          | 100 %                          |
| 1000 м   | 99 мм    | 100 %          | 93 %                           |
| 1500 м   | 91 мм    | 98 %           | 74 %                           |
| 2000 м   | 83 мм    | 87 %           | 50 %                           |
| 2500 м   | н/д      | 71 %           | 31 %                           |
| 3000 м   | н/д      | 53 %           | 19 %                           |

#### PzGr. 40 (APCR)
- Тип: Бронебійний підкаліберний з піддоном (APCR). Снаряд мав підкаліберне вольфрамове ядро.
- Вага снаряда: 7,30 кг (16,1 фунт)
- Дулова швидкість: 930 м/с (3 100 фут/с)

|          |          |                | Ймовірне пробиття цілі 2,5 x 2 м |
| Відстань | Пробиття | Тестова основа | Полігон                          |
| 100 м    | 171 мм   | 100 %          | 100 %                            |
| 500 м    | 156 мм   | 100 %          | 100 %                            |
| 1000 м   | 138 мм   | 99 %           | 80 %                             |
| 1500 м   | 123 мм   | 89 %           | 52 %                             |
| 2000 м   | 110 мм   | 71 %           | 31 %                             |
| 2500 м   | н/д      | 55 %           | 19 %                             |

#### Hl.39 (HEAT)
- Тип: кумулятивний (HEAT) снаряд.
- Вага снаряда: 7,65 кг (16,9 фунт)
- Дулова швидкість: 600 м/с (2 000 фут/с)

|          |          |                | Ймовірне пробиття цілі 2,5×2 м |
| Відстань | Пробиття | Тестова основа | Полігон                        |
| 100 м    | 90 мм    | 100 %          | 100 %                          |
| 500 м    | 90 мм    | 100 %          | 98 %                           |
| 1000 м   | 90 мм    | 94 %           | 62 %                           |
| 1500 м   | 90 мм    | 72 %           | 34 %                           |
| 2000 м   | 90 мм    | 52 %           | 20 %                           |

## Порівняння пробиття
| Тип боєприпасу   | Дулова швидкість (м/м) | Пробиття (мм) | Пробиття (мм) | Пробиття (мм) | Пробиття (мм) | Пробиття (мм) | Пробиття (мм) | Пробиття (мм) | Пробиття (мм) | Пробиття (мм) | Пробиття (мм) | Пробиття (мм) |
| Тип боєприпасу   | Дулова швидкість (м/м) | 100 м         | 250 м         | 500 м         | 750 м         | 1000 м        | 1250 м        | 1500 м        | 2000 м        | 2500 м        | 3000 м        |               |
| ---------------- | ---------------------- | ------------- | ------------- | ------------- | ------------- | ------------- | ------------- | ------------- | ------------- | ------------- | ------------- | ------------- |
| PzGr. 39 (APCBC) | 780 м/с (2 600 фут/с)  | 162           | 158           | 151           | 144           | 138           | 132           | 126           | 116           | 106           | 97            |               |
| PzGr. 40 (APCR)  | 930 м/с (3 100 фут/с)  | 219           | 212           | 200           | 190           | 179           | 170           | 160           | 143           | 128           | 115           |               |
| Hl.39 (HEAT)     | 600 м/с (2 000 фут/с)  | 110           | 110           | 110           | 110           | 110           | 110           | 110           | 110           | 110           | 110           |               |

### Зброя схожа за використанням, продуктивністю та ерою
- Ordnance QF 17 pounder
- 85-мм D-5T/ЗІС-С-53
- 90mm Gun M3